# Yamaha XT 660 R
Die Yamaha XT 660 R ist ein Motorrad des japanischen Herstellers Yamaha. Die Enduro wurde erstmals 2003 auf der französischen Rennstrecke Circuit Paul Ricard der Presse vorgestellt und wird bei MBK Industrie in Frankreich endmontiert. Die Abkürzung XT steht für Crosstrail, der Herstellercode lautet DM 014.

## Technische Daten
Die Enduro hat mit der Reiseenduro XT 660 Z Ténéré und der Supermoto XT 660 X zwei bauähnliche Schwestermodelle mit dem gleichen Antrieb. Dieser ist nach der luftgekühlten XT 500 und XT 600 und der wassergekühlten, fünfventiligen XTZ 660 die vierte Generation der XT-Baureihe.

### Motor
Der flüssigkeitsgekühlte Einzylindermotor erzeugt aus 660 cm³ Hubraum eine Nennleistung von 35 kW (48 PS) und ein maximales Drehmoment von 60 Nm bei einer Drehzahl von 5250 min−1. Der keramisch beschichtete Zylinder aus Aluminium hat eine Bohrung von ⌀ 100 mm Durchmesser, der Schmiedekolben einen Hub von 84 mm bei einem Verdichtungsverhältnis von 10:1. Der kompakte Zylinderkopf hat eine kettengetriebene, wälzgelagerte, obenliegende Nockenwelle (SOHC), welche über gegabelte Rollenkipphebel zwei Einlass- und zwei Auslassventile ansteuert. Der leicht nach vorne geneigte Viertaktmotor verfügt über eine elektronische Benzineinspritzung mit Transistorzündung. Eine Ausgleichswelle reduziert Vibrationen.
Das Motorrad beschleunigt in 5,4 s von 0 auf 100 km/h und erreicht eine Höchstgeschwindigkeit von 160 km/h.

### Fahrwerk
Das Fahrwerk baut auf einem Gitterrohr-Einschleifenrahmen mit doppelten Oberzügen aus Stahl auf und hat hinten eine Stahlkastenschwinge mit 200 mm Federweg. Die Vorspannung des Zentralfederbeins ist fünffach verstellbar. Das Vorderrad wird von einer Teleskopgabel von Paioli mit ⌀ 43 mm Standrohrdurchmesser und 225 mm Federweg geführt. Der Öltank befindet sich im Lenkkopfbereich. Die Drahtspeichenräder mit Felgen aus Aluminium und Stollenbereifung haben einen Durchmesser von 21 Zoll vorn und 17 Zoll hinten.
Die Bremskräfte werden am Vorderrad auf eine schwimmend gelagerte Bremsscheibe mit einem Durchmesser von 298 mm übertragen. Das Hinterrad wird von einem Zweikolben-Schwimmsattel abgebremst, die Übertragung der Bremskräfte wird von einer Bremsscheibe mit einem Durchmesser von 245 mm erledigt.
Das Trockengewicht beträgt 165 kg, die maximale Zuladung 186 kg.

### Kraftstoffversorgung
Die Gemischbildung geschieht durch eine elektronische Kraftstoffeinspritzung. Die Zündung erfolgt digital gesteuert durch eine transistorgesteuerte Zündkerze. Der Hersteller empfiehlt die Verwendung von bleifreiem Motorenbenzin mit einer Klopffestigkeit von mindestens 95 Oktan. Der Kraftstofftank hat ein Volumen von 15 Liter, davon 5 Liter Reserve.

### Elektrik
Die Starterbatterie hat eine Kapazität von 8 Ah und versorgt den elektrischen Anlasser. Die Lichtmaschine besteht aus einem Drehstromgenerator mit Permanentmagnet und erzeugt eine elektrische Leistung von 291 Watt.

### Abgasanlage
Die Abgasnachbehandlung erfolgt seit dem Modelljahr 2007 durch zwei geregelte Katalysatoren mit Sekundärluftsystem (ungeregelter Katalysator beim Modelljahr 2004–2006) und unterschreitet die Grenzwerte der Schadstoffklasse Euro-3. Die zwei Abgaskrümmer aus Edelstahl verlaufen unter dem Motor und münden am Heck in je einen Endschalldämpfer aus dem gleichen Material.

## Kritiken
„Die ersten Meter mit der neuen „R“ sind zunächst gar nicht auffällig anders zur alten XT. Dass auch die Neue trotz ihres Trockengewichts von knapp 165 Kilo sowohl in kurvigem Revier als auch auf Schotterpisten eine gute Figur macht, überrascht nicht sonderlich. Was sofort positiv auffällt, ist der Motor: Sowohl bei der XT 660R als auch der X-Version werkelt ein völlig neu entwickelter flüssigkeitsgekühlter Einzylinder.“

„Und so stürmt die 189 kg schwere XT 660 R Richtung Horizont. Lässt sich fast wie ein Mountainbike durch engste Kehren wirbeln und überlässt das Thema Limit voll dem Fahrer. Schräglagenfreiheit? Wenn’s kratzt, liegt der XT-Treiber meistens auf der Nase.“